# نفق غيمري
نفق غيمري أو نفق غيمري للسيارات (بالروسية:Гимринский автодорожный тоннель) - أطول نفق للسيارات في روسيا وبلدان رابطة الدول المستقلة. يقع في جمهورية داغستان ويربط بين مدينة بويناكسك وقرية غيمري. وهو حلقة وصل بين محج قلعة عاصمة الجمهورية وبين 9 مناطق الجبلية الداغستانية. طول النفق 4,285 متراً.

## نظرة عامة
هو نفق تحت جبال غيمري وسمي بذلك نسبة إلى قرية غيمري.

## لمحة تاريخية
بدأ أعمال الحفر من الجهة الشمالية (جهة مدينة بويناكسك) في 31 ديسمبر عام 1979 م.، ومن الجهة الجنوبية (جهة قرية غيمري) عام 1983.أجري بناء والتشييد في الظروف المناخية والجيولوجية الصعبة، إذ تم نقل البضائع والآليات للأعمال في الجهة الجنوبية، بواسطة البواخر من على مياه سد "تشيركييسكايا"، وذلك لعدم وجود الطرق للسيارات الكبيرة. 

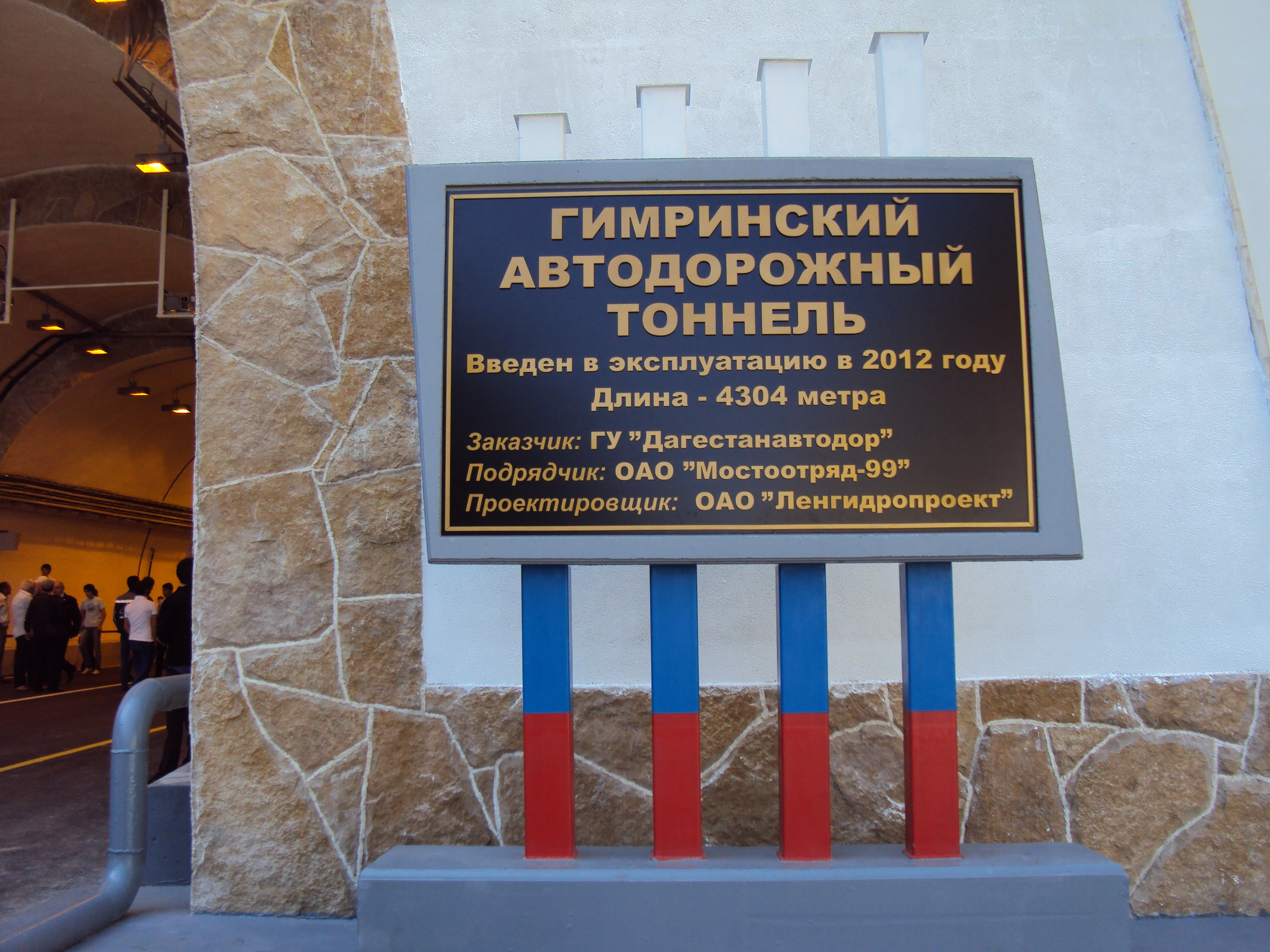
لوحة المعلومات عند المدخل

وتم افتتاحه عام 1991 م.

## الحوادث
وفي 11 أكتوبر 2005 وقعت اشتباكات بين الشرطة الداغستانية والقوات المسلحة الروسية وبين مجموعة من المسلحين الإسلاميين عند مدخل النفق. وبسبب التفجيرات تضرر النفق.

## الافتتاح
في 2 يناير 2012 تم افتتاح النفق بأجواء احتفالية رسمية. حيث حضر حفل الافتتاح رئيس جمهورية داغستان محمد سلام محمدوف ورؤساء وزارات وإدارات الجمهورية. ولحضور هذه المناسبة التاريخية زار داغستان كل من: مفاوض رئيس الروسي في منطقة شمال القوقاز الفيدرالية ونائب رئيس الوزراء الروسي ألكسندر خلوبونين، رئيس جمهورية أنغوشيا يونس بك يفكيروف، غوبيرناطور إقليم ستافروبول فاليري زيرينكوف،  رئيس جمهورية قراتشاي - تشيركيسيا رشيد تمريزوف، رئيس جمهورية قبردينو - بلقاريا أرسين كانوكوف، ورئيس جمهورية  أوستيا الشمالية - ألانيا   تايموراز ممصوروف.

## الخصائص
وتم تجهيز النفق بشكل كامل وبإضافة أنظمة إنذار الحريق التلقائية، وأجهزة الإنذار ضد السرقة، ومكبرات الصوت والهواتف، ومراقبة بالفيديو والتهوية التشغيلية. بالإضافة إلى ذلك وضع في النفق معدات المختبرات الزلزالية الفريدة التي صنعت في إيطاليا خصيصا لنفق غيمري، وقادرة على إعطاء المعلومات في الوقت المناسب حول النشاط الزلزالي في المنطقة وخارجها. هذا النظام سوف يزيد من سلامة النفق والهياكل الهندسية الأخرى من الجمهورية.
وبلغ التكلفة التقديرية لترميم النفق إلى 12 مليار روبل روسي.

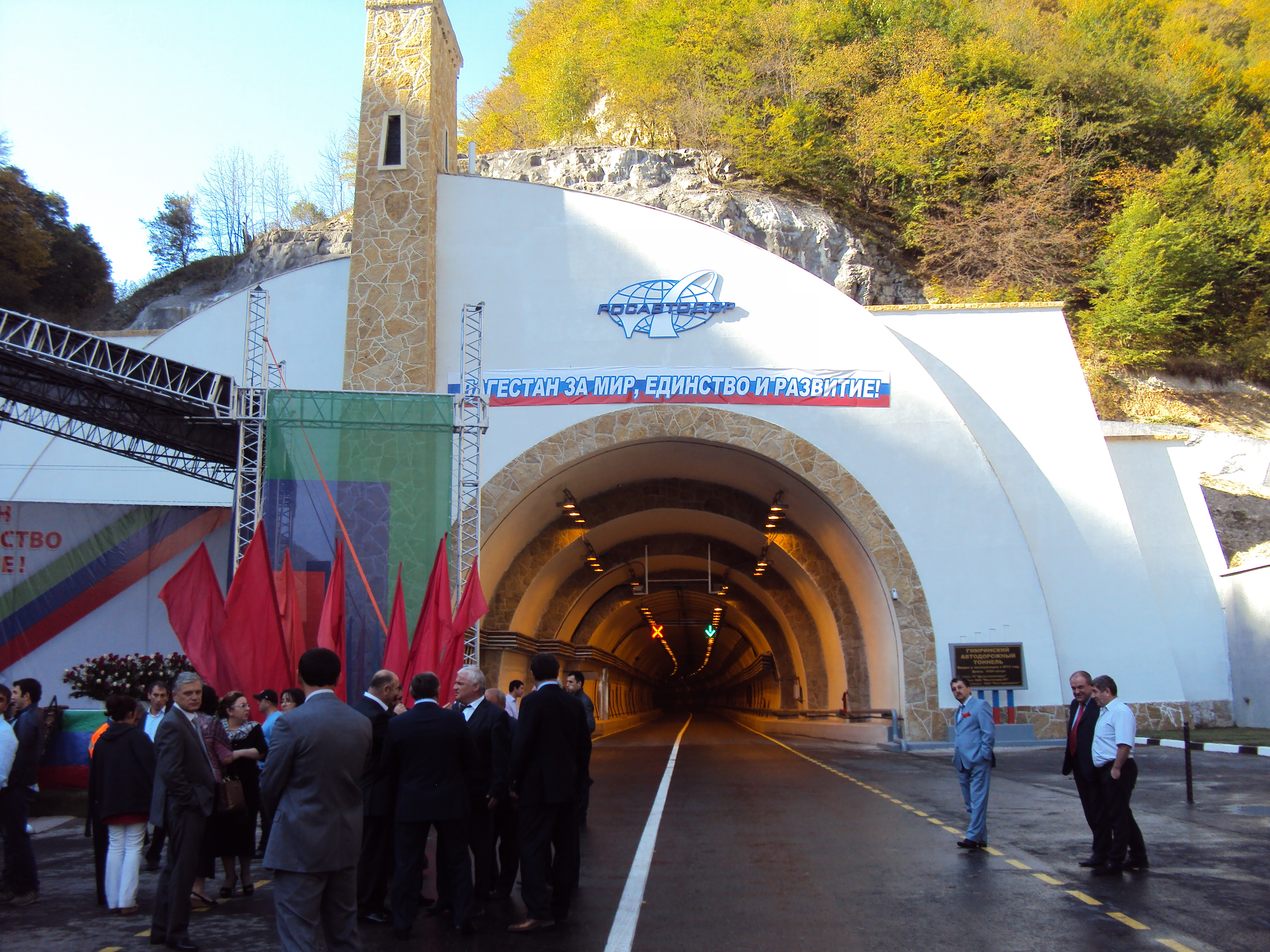
المدخل من جهة بويناكسك
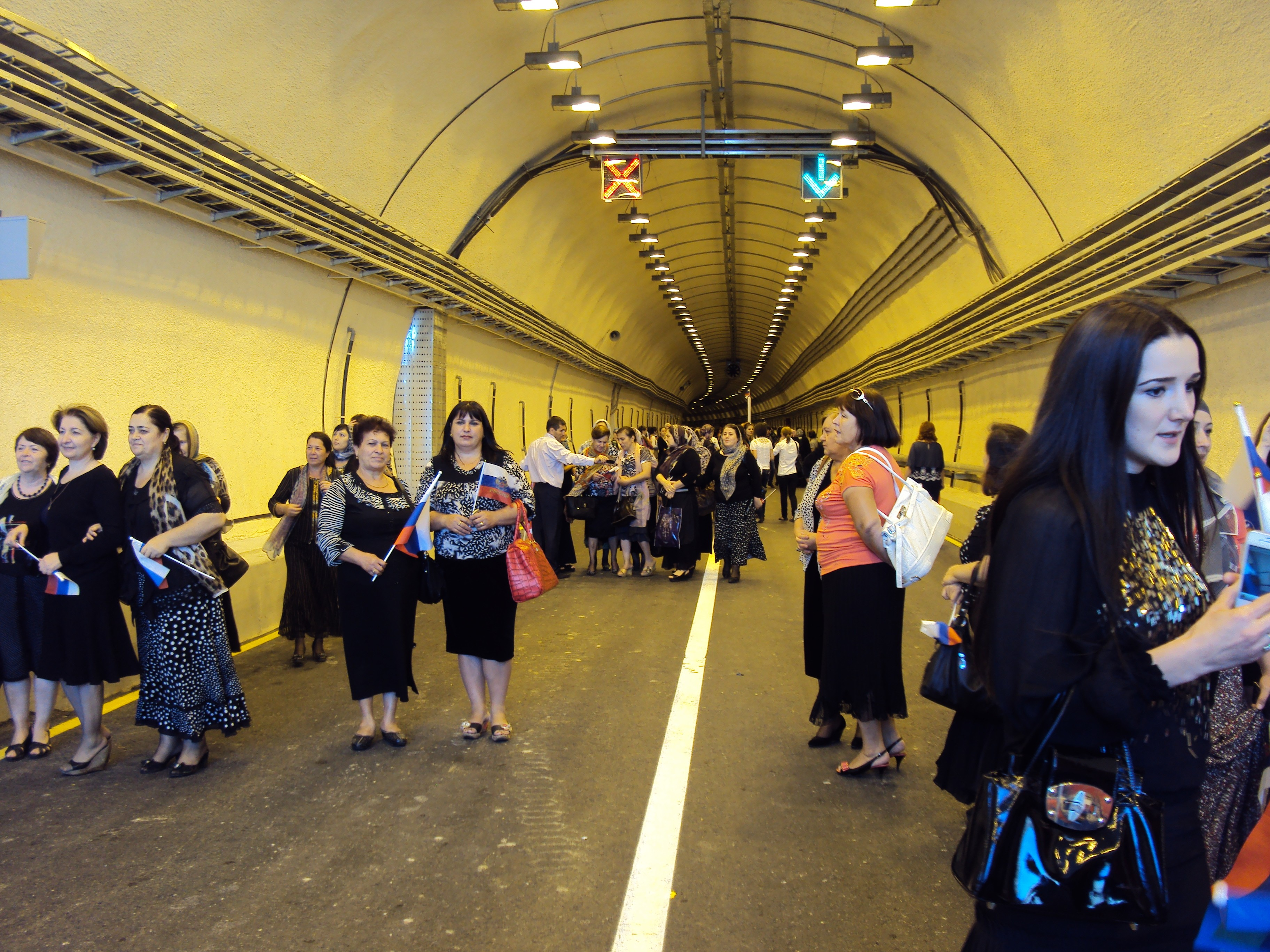
من الداخل
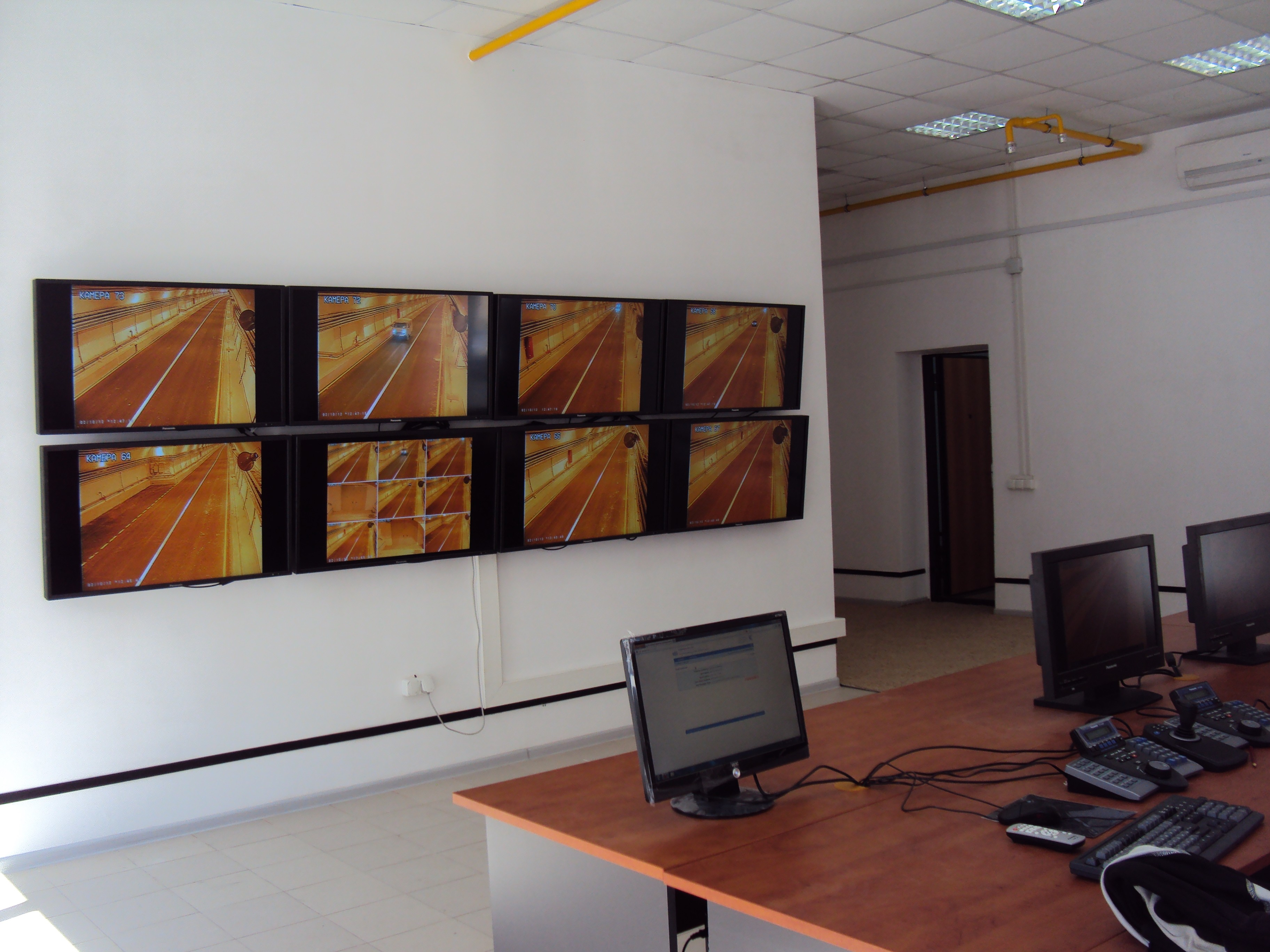
غرفة إدارة النفق
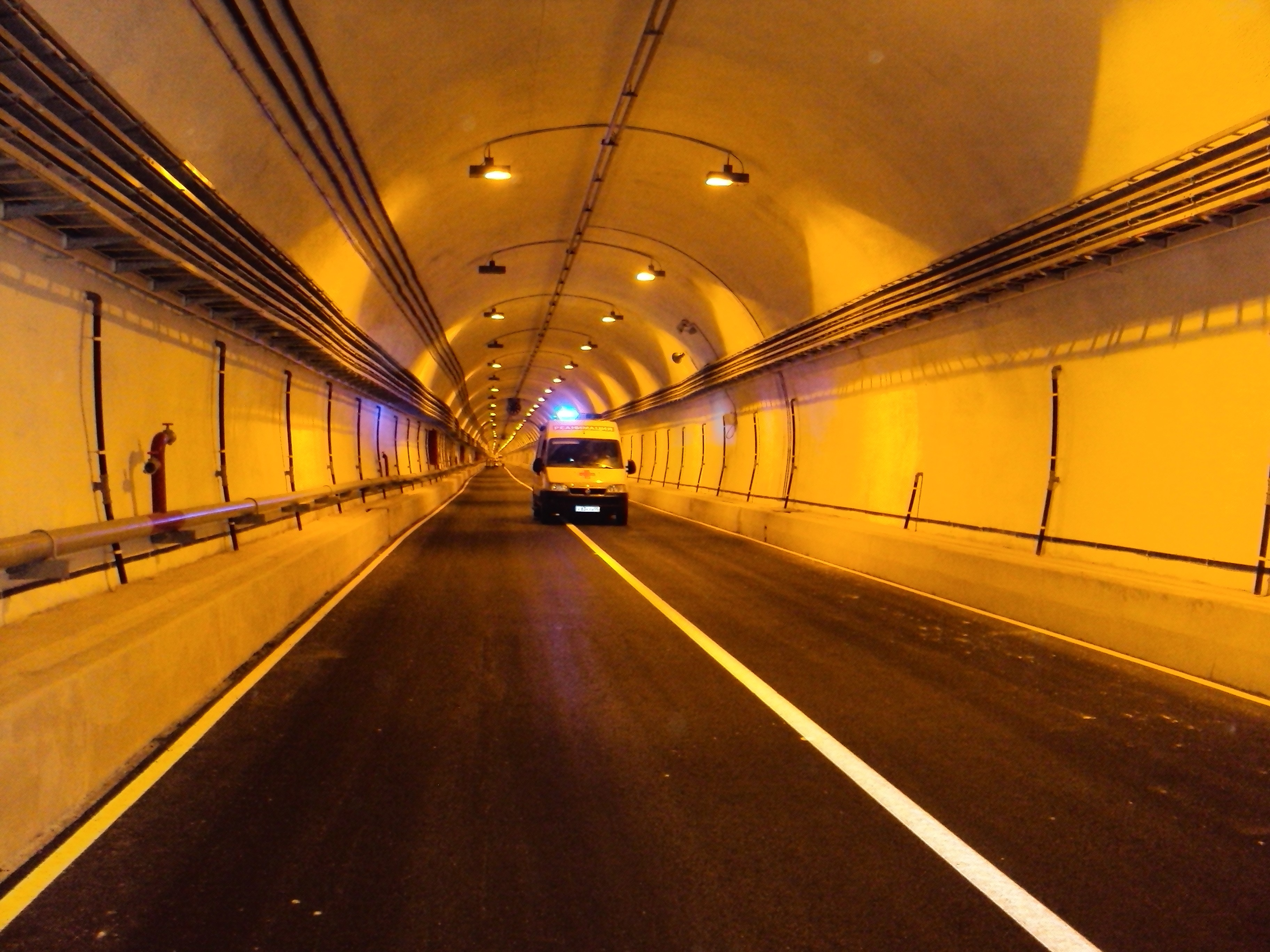
من الداخل
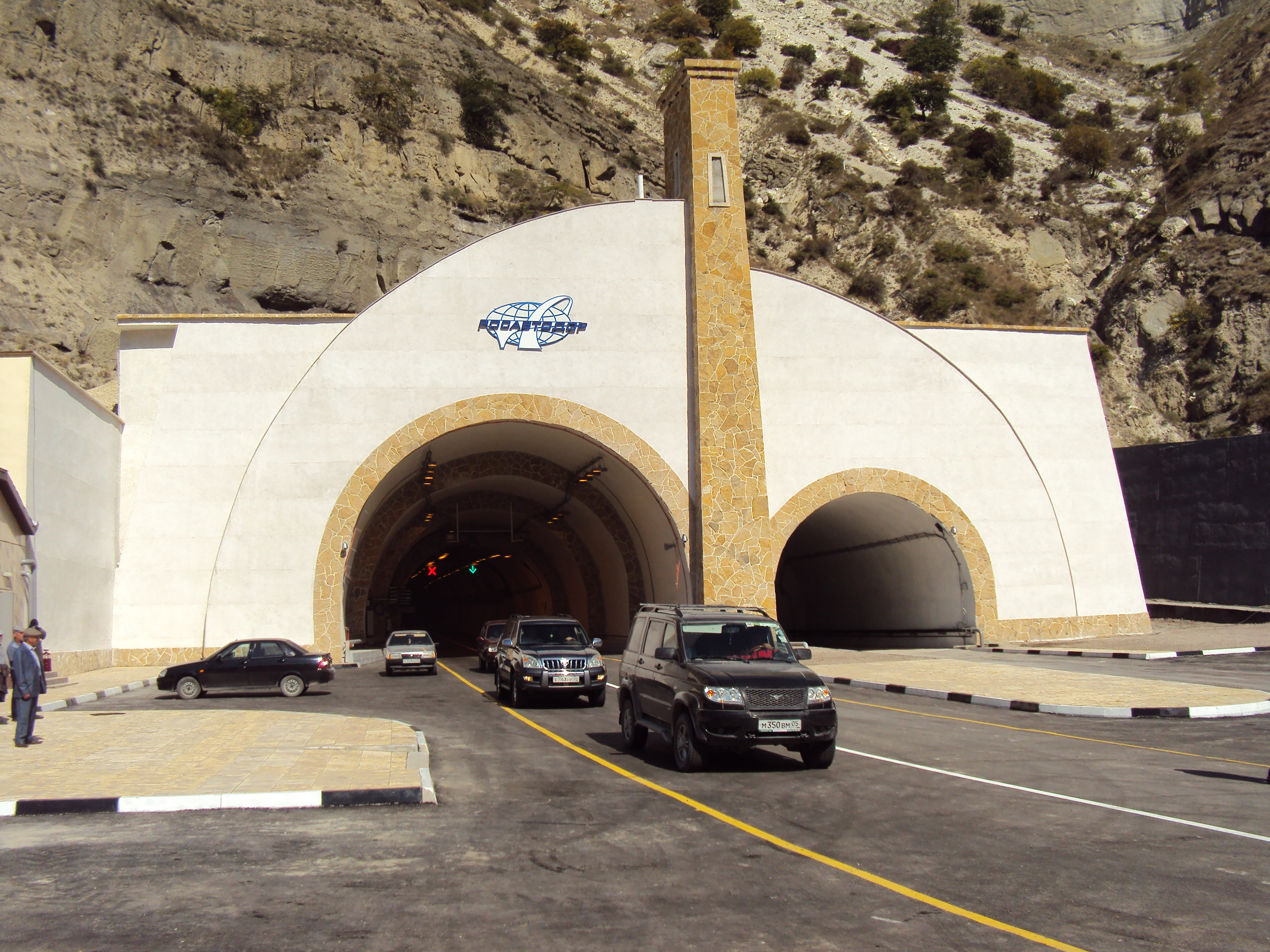
المدخل من جهة غيمري
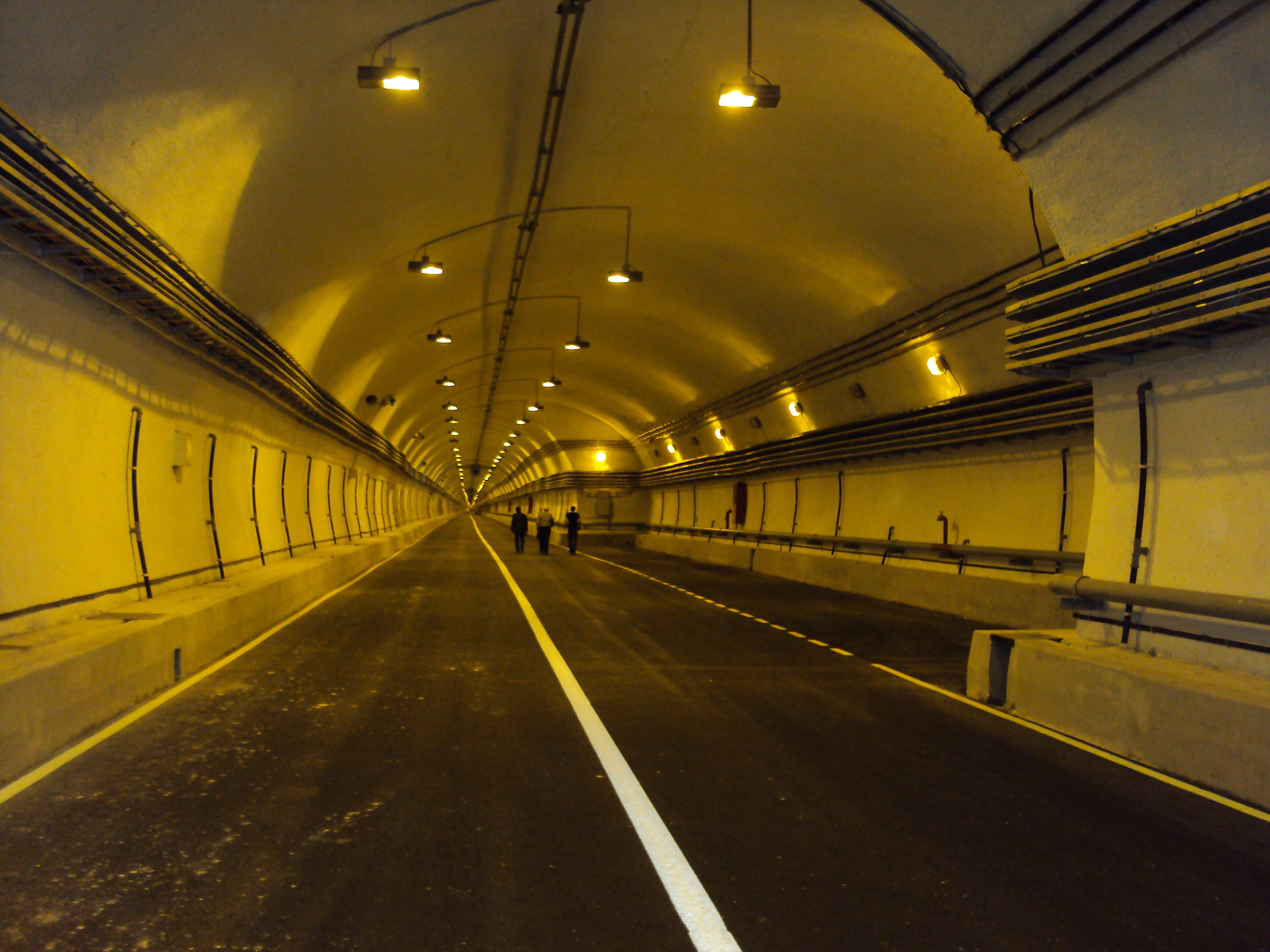
من الداخل
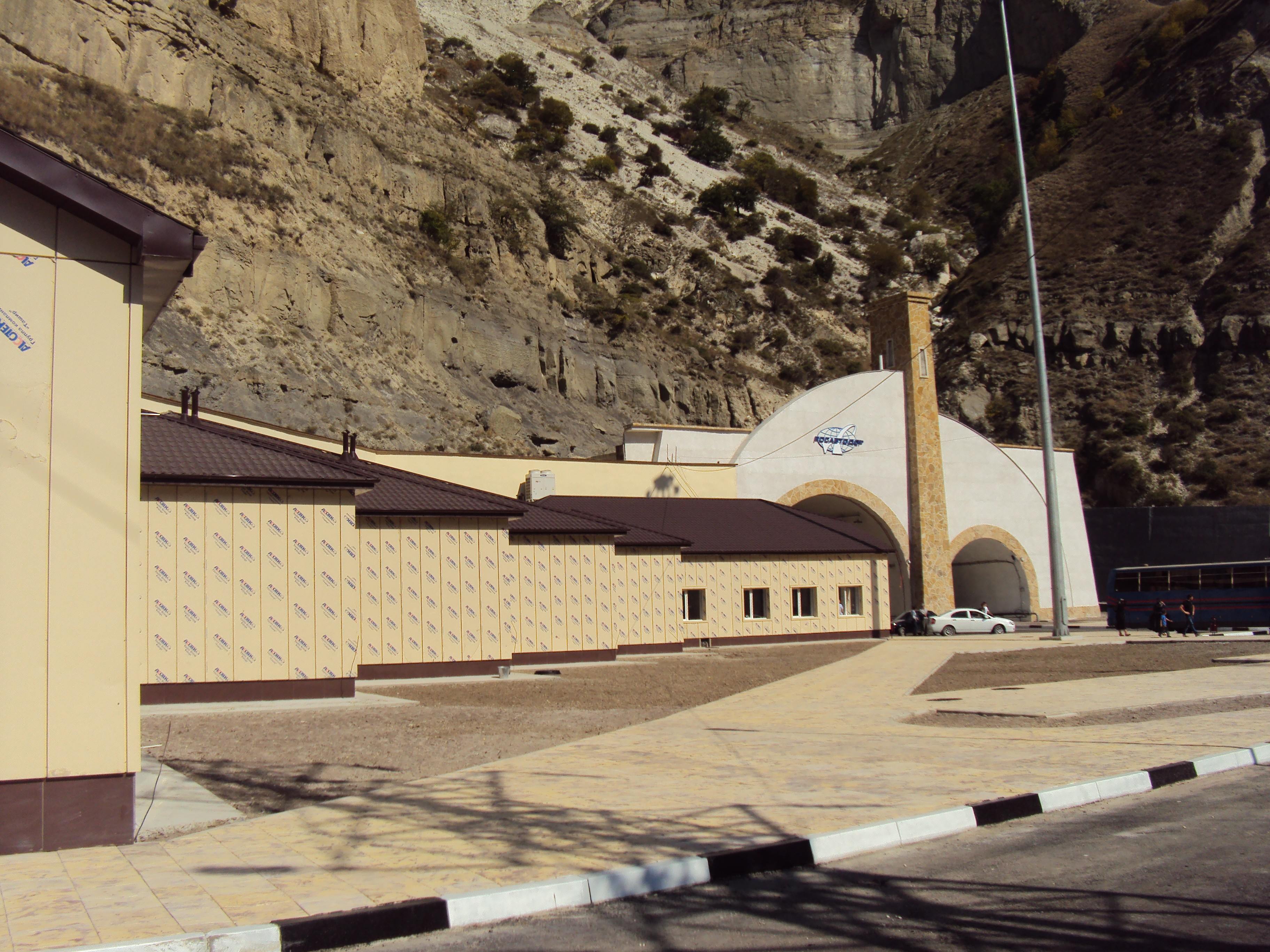